# Gavasaj
Gavasaj známá také pod jmény Gava, Javazarsaj, Katta-Boztekesaj (rusky Гавасай, Гава, Явазарсай nebo Катта-Бозтекесай) je řeka v Kyrgyzstánu a v Uzbekistánu. Její délka činí 96 km. Povodí má rozlohu 724 km².

## Průběh toku
Pramení na jižním svahu Čatkalského hřbetu. Pod horami poblíž vesnice Gava se rozděluje na několik ramen. Byla pravým přítokem Syrdarji, nyní ale ústí do Severního Ferganského kanálu.

## Vodní stav
Zdroj vody je sněhovo-ledovcový.

## Využití
Voda z řeky se široce využívá na zavlažování.